# 萨默恩
萨默恩（發音：[ˈzaːmɐn]）是德国下萨克森州本特海姆伯国县的市镇，面积26.07平方千米，2023年12月31日人口为805人。